# Eremulus crispus
Eremulus crispus är en kvalsterart som beskrevs av Hammer 1958. Eremulus crispus ingår i släktet Eremulus och familjen Eremulidae. Inga underarter finns listade i Catalogue of Life.